# Kruispunt (televisieprogramma)
Kruispunt is een Nederlands actualiteitenprogramma van KRO-NCRV en brengt inspirerende levensverhalen uit het hart van de samenleving. Het programma is elke maandagavond te zien op NPO 2 om 22.50 uur. 
Kruispunt Radio was voor het eerst te horen op 5 oktober 1963. Op 5 april 1992 werd de eerste televisieaflevering uitgezonden bij Omroep RKK (verzorgd door de KRO). Het programma richt zich op nieuws over kerk en samenleving. Sinds 2016 wordt het programma uitgezonden door fusie-omroep KRO-NCRV. 
Een aantal keren per jaar (meestal in de zomer) brengt Kruispunt de Kloosterserie. Hierin worden verschillende kloosters in binnen- en buitenland bezocht door bekende Nederlanders. Vergelijkbaar daarmee is het in 2022 voor het eerst uitgezonden televisieprogramma Kloostergasten.

## Presentatie
Van 1992 t/m 2009 werd het programma gepresenteerd door Leo Fijen en tot 2020 door Wilfred Kemp. Vanaf halverwege 2020 heeft het programma geen presentator meer en is Joris Linssen te horen als voice-over.